# AMT On Duty
L'AMT On Duty est un pistolet semi-automatique qui a été fabriqué par Arcadia Machine and Tool (AMT) à partir de 1991; la production est maintenant arrêtée.

## Pourquoi On Duty?
On duty signifie "en service" dans les Police departments US. En effet, AMT visait le marché de l'Arme de police.

## Technique
Ce PA tire en simple et double action avec un levier de sûreté manuelle. Ses organes de visée sont composés d'un guidon et d'un cran de mire non réglable. Il est entièrement construit en acier inoxydable. Ses plaquettes de crosse sont  en matière plastique.